# Nhơn Hạnh
Nhơn Hạnh là một xã thuộc thị xã An Nhơn, tỉnh Bình Định, Việt Nam.
Xã Nhơn Hạnh có diện tích 11,03 km², dân số năm 1999 là 10.921 người, mật độ dân số đạt 990 người/km².

## Hành chính
Xã Nhơn Hạnh được chia thành 12 thôn: Bình An, Định Thuận, Dương Xuân, Hòa Đông, Hòa Tây, Lộc Thuận, Nhơn Thiện, Thái Xuân, Thanh Mai, Tịnh Bình, Tịnh Hòa, Xuân Mai.